# Onthophagus umbratus
Onthophagus umbratus là một loài bọ cánh cứng trong họ Bọ hung (Scarabaeidae).